# Хорошие Воды
Хоро́шие Во́ды — село Воскресенского сельсовета Данковского района Липецкой области.
Расположено на малом левом притоке Красивой Мечи в 2,5 км от границы с Тульской областью, в 33 км к западу от Данкова и в 88 км к северо-западу от Липецка. Имеется тупиковая подъездная дорога к селу от проходящей в 2,5 км к северу автодороги Ефремов — Данков.

## История села
Село впервые упоминается в документах 1776 г.. Название — по качеству воды в данной местности.  
В 1895 году село территориально относилось к Ефремовскому уезду Тульской губернии.  Первоначально селение образовалось из беглых крестьян, где они прятались в окружении лесов.   
| 2010 |
| ---- |
| 36   |